# Marcantonio Trevisan
Pour les articles homonymes, voir Trevisan.
Marcantonio Trevisan (né vers 1475 à Venise et mort le 31 mai 1554 dans la même ville) est le 80e doge de Venise élu en 1553. Son dogat dure jusqu'en 1554.

## Biographie
Marcantonio Trevisan est le fils de Domenico et de Suordamor Marcello. Il est connu à Venise pour être bigot et pour son fanatisme religieux. Il ne se marie pas, probablement, comme le disent certaines sources de l'époque, pour ne pas pécher. Il occupe de nombreuses charges publiques qui mettent en évidence son honnêteté et sa droiture morale, ce qui lui permet d'être bien considéré malgré son extrémisme religieux.

## Dogat
Trevisan est élu le 4 juin 1553 bien qu'il ne le souhaite pas. Pendant son bref dogat, il cherche à limiter les fêtes et les divertissements au profit d'une spiritualité retrouvée et une plus grande communion avec les règles sacrées. Comme on peut l'imaginer, il n'est pas suivi par le peuple et rapidement se retrouve isolé. Malade, il meurt le 31 mai 1554. Il est inhumé dans l'église San Francesco della Vigna avec un monument dans le bras gauche du transept et sa tombe est au centre du transept face au chœur.

## Sources

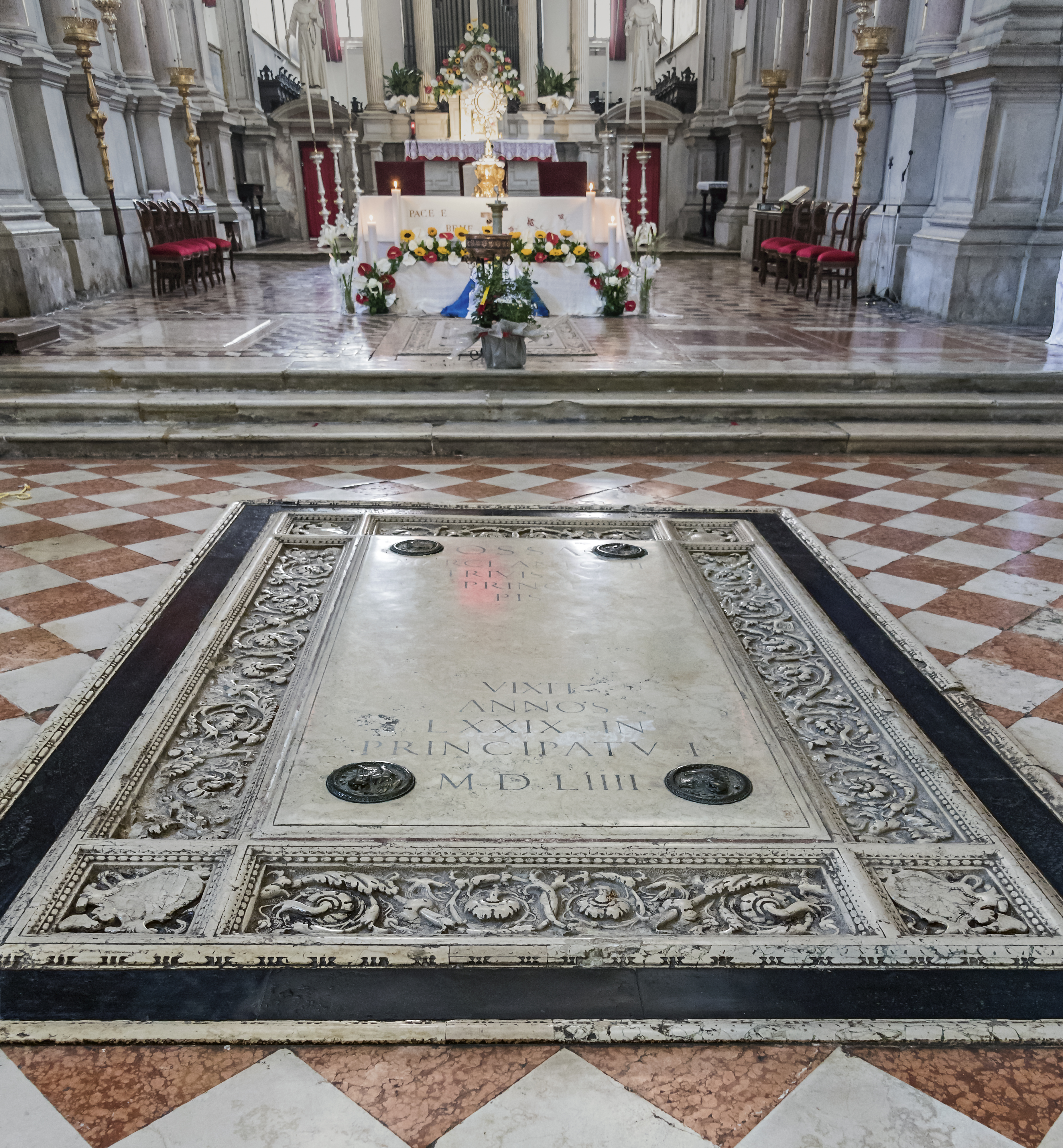
Pierre tombale de Marcantonio Trevisan

- (it) Cet article est partiellement ou en totalité issu de l’article de Wikipédia en italien intitulé « Marcantonio Trevisan » (voir la liste des auteurs).